# Дреер, Лаклан
Лаклан Джорж Дреер (англ. Lachlan George Dreher; род. 11 апреля 1967, Мельбурн) — австралийский хоккеист на траве, вратарь. Серебряный призёр летних Олимпийских игр 1992 года, двукратный бронзовый призёр летних Олимпийских игр 1996 и 2000 годов, серебряный призёр чемпионата мира 2002 года, бронзовый призёр чемпионата мира 1990 года.

## Биография
Лаклан Дреер родился 11 апреля 1967 года в австралийском городе Мельбурн.
Играл в хоккей на траве за «Камберуэлл Норт Кост Райдерз».
В 1990 году  в составе сборной Австралии завоевал медаль чемпионата мира в Лахоре.
В 1992 году вошёл в состав сборной Австралии по хоккею на траве на летних Олимпийских играх в Барселоне и завоевал серебряную медаль. Играл на позиции вратаря, провёл 1 матч.
В 1996 году вошёл в состав сборной Австралии по хоккею на траве на летних Олимпийских играх в Атланте и завоевал бронзовую медаль. Играл на позиции вратаря, провёл 7 матчей.
В 1998 году участвовал в чемпионате мира в Утрехте, где австралийцы заняли 4-е место.
В 2000 году вошёл в состав сборной Австралии по хоккею на траве на летних Олимпийских играх в Сиднее и завоевал бронзовую медаль. Играл на позиции вратаря, провёл 4 матча.
В 2002 году завоевал серебряную медаль чемпионата мира в Куала-Лумпуре.
В 1989—2002 годах провёл за сборную Австралии 50 матчей.